# Роман Бонк
Роман Мар'ян Бонк (пол. Roman Marian Bąk; 6 серпня 1938, Бидгощ — 16 червня 2024) — польський чиновник часів ПНР, Бидгощський віцевоєвода у 1975—1981 роках, менш як місяць у 1981 році виконував обов'язки воєводи. Член воєводського комітету ПОРП. Набув широкої популярності своєю роллю в Бидгощській провокації. Згодом дипломатичний представник ПНР у НРБ. У Третій Речі Посполитій — підприємець будівельного кластера, голова бидгощського відділення банку BRE.

## Адміністративна кар'єра
Інформація про ранні роки Романа Бонка у відкритих джерелах не надана. Повідомляється, що вже в молодості він вступив до урядущої компартії ПОРП і робив кар'єру адміністративною лінією ПНР. Обіймав посади голови адміністрації Рипінського повіту, начальника бидгощської делегатури Верховної контрольної палати. 1 червня 1975 року призначено Бидгощським віцевоєводою — заступником воєводи (голови регіональної адміністрації) Едмунда Леманна. За посадою був у Бидгощському воєводському комітеті ПОРП.
Як представник партійно-державної ієрархії Роман Бонк був противником страйкового руху та профспілки «Солідарність». Але серпневі та наступні події 1980 року сприяли його кар'єрному підйому. У Бидгощі відсторонено одіозного першого секретаря воєводського комітету ПОРП Юзефа Майхшака, разом із ним відправлено у відставку (і притягнуто до кримінальної відповідальності) воєводу Леманна. 28 лютого 1981 року на виконання обов'язків Бидгощського воєводи вступив Роман Бонк.

## Бидгощський березень

### Підготовка
У березні 1981 року у Бидгощському воєводстві вибухнула гостра політична криза. Селяни-одноосібники вимагали права на свою профспілку Сільська Солідарність. Влада перешкоджала цьому. На підтримку селянських активістів рішуче виступив Бидгощскій профцентр «Солідарності», на чолі з радикальним антикомуністом Яном Рулевським.
Воєвода і ба більше віцевоєвода не був головною особою управлінської системи ПНР. Реальна влада належала комітетам ПОРП, а у надзвичайних ситуаціях, на кшталт сформованої у березні 1981 році — силових структур. Бидгощським воєводством керували перший секретар Генрик Беднарський, секретарі Зенон Жмудзиньський, Ігнаци Іваньч, Януш Земке, Богдан Димарек, Ришард Бандошек, воєводський комендант міліції полковник Юзеф Коздра, заступник коменданта з держбезпеки полковник Зенон Дринда. Коли події набули масштабного та загрозливого етапу, рішення перейшли до центральних партійних і силових інстанцій у Варшаві.
Проте саме в. о. воєводи Роман Бонк, віцевоєвода Владислав Пшибильський і голова воєводської ради Едвард Бергер вели офіційні переговори з селянським страйковим комітетом і профцентром «Солідарності». Особисто Бонк формально запросив об'єднану профспілкову делегацію на засідання воєводської ради та гарантував обговорення питання про «Сільську Солідарність» (полковник Коздра у розмові з Рулевським гарантував безпеку делегатів). При цьому Бонк (як і Коздра) був достатньо поінформований про підготовку силового придушення: у Варшаві вирішили не допустити легалізації селянської профспілки та зірвати обговорення на воєводській раді. У Бидгощу стягнули великі сили міліції, ЗОМО та держбезпеки під командуванням полковника Зенона Платека та полковника Яна Велоха з центрального апарату МВС.

### Зіткнення
19 березня 1981 року делегація страйкового комітету та незалежної профспілки у складі 27 осіб прибула на засідання воєводської ради. Однак питання про «Сільську Солідарність» без попередження знято з порядку денного. О 13:45 голова Едвард Бергер оголосив закриту сесію. Активісти заявили протест і відмовилися залишити залу засідань.
Саме Бонк став публічною особою владної сторони та фактично взяв на себе відповідальність за розвиток подій. Він розпорядився викликати в раду міліцію та сили безпеки, тим самим визначивши силовий сценарій відповідно до затвердженого Платеком і Велохою оперативного плану Sesja. Прибув посилений наряд міліції, ЗОМО й агентів СБ під керівництвом бидгощского командира ЗОМО майора Генрика Беднарека.
О 19.00 Бонк ультимативно зажадав від профспілкових делегатів очистити приміщення. Рулевський, відомий різкістю та гарячістю, вступив у суперечку. Декількома годинами раніше заступник Рулевського Кшиштоф Готовський передав Леху Валенсі інформацію про події у Бидгощі. Було поширене профспілкове повідомлення про зрив досягнутих домовленостей. Відповідальність за обман і конфлікт «Солідарність» покладала на голову ради Бергера, віцевоєводу Бонка, віцепрем'єра Маха та партсекретаря Димарека.

Приміщення заповнювалося міліцією та бійцями ЗОМО. Представники «Солідарності» знову відкинули ультиматум. О 20:06 майор Беднарек наказав атакувати. Почалося фізичне зіткнення. Опираючись, активісти «Солідарності» співали «Jeszcze Polska nie zginęła». Ян Рулевський, Міхал Бартоще, Маріуш Лабентович зазнали жорстокого побиття та потрапили до лікарні.
Це був невеликий воєнний стан. Комісари Бонк і Пшибильський, а за їхньою спиною Ярузельський, Каня та Ольшовський.

### Наслідки
Бидгощське побиття призвело до вибуху обурення у всій країні. «Солідарність» організувала масові акції протесту. 27 березня 1981 року Польщу охопив багатомільйонний попереджувальний страйк. 12 травня 1981 року «Сільську Солідарність» офіційно зареєстровано.
Ці події зробили невідомого чиновника одіозно знаменитим. За день після зіткнення, 21 березня 1981 року, Роман Бонк поступився посадою воєводі Богдану Крулевському. 30 квітня 1981 року Бонка усунуто з посади віцевоєводи та відправлено радником посольства ПНР до НРБ. У внутрішньополітичному протистоянні 1980-х роках помітної участі він більше не брав.

## Підприємець у новій Польщі
У Третій Речі Посполитій Роман Бонк зайнявся будівельним бізнесом — як не дивно, за наявною інформацією, працював із фірмою Rawex Кшиштофа Готовського. Потім очолив Бидгощське відділення банку BRE (бидгощський офіс банку відзначений як «найкрасивіша публічна будівля Польщі за період 1989—1999»). В інтерв'ю російській «Новій газеті» Ян Рулевський зазначав, що після зміни суспільно-політичного устрою Бонк зумів вбудуватися в реформи.
У березні 2013 року 74-річний Бонк знову публічно виклав своє бачення подій Бидгощського березня. Він повторив всі настанови пропаганди ПОРП 1981 року: «виклик сил безпеки був виправданий і необхідний», «побиття членів „Солідарності“ не було», «Рулевському потрібен був конфлікт для посилення позицій у суперництві з Валенсою» і т. ін. На осуд Рулевському та його товаришам Бонк зауважив, що вони перебували у лікарні «довше, ніж Іван Павло II після замаху» (розрахунок колишнього комуніста на популярність Папи Римського). Головним доказом Бонка є те, що Бидгощська провокація не посилила позицій влади. При цьому він дуже позитивно оцінює засуджені Рулівським дії Валенси, які дозволили уникнути загального безстрокового страйку. У зв'язку з цим Бонк схвалив присудження Нобелівської премії голові «Солідарності».
Роман Бонк помер після тривалої хвороби 16 червня 2024 року. 22 червня похований на Новофарному цвинтарі в Бидгощі.